# Kummanna
Kummanna, auch Kummanni, (hethitisch: URUkum-ma-an-na, URUkum-ma-an-ni)  war in der Mitte des zweiten vorchristlichen Jahrtausends die Hauptstadt und eine Kultstadt des Königreichs Kizzuwatna in Südostanatolien. Der Name Kummanna alterniert öfters mit dem Namen Kizzuwatna, so dass keine Unterscheidung zwischen den beiden gemacht werden kann.

## Lage und Name
Die Lage von Kummanna ist nicht sicher. Nach neusten Erkenntnissen lag sie in der kilikischen Ebene, vermutlich bei Sirkeli Höyük (z. B. Forlanini 2013).
In der älteren Forschung wurde es mit der antiken Stadt Komana Pontika in Nordanatolien identifiziert. Nachdem klar wurde, dass das Land Kizzuwatna in Kilikien lag, wurde es beim im südlichen Kappadokien gelegenen Komana (bei Şar) vermutet. Bisweilen wird auch angenommen, dass es in hethitischer Zeit zwei Kummanna gab, eines im Norden und eines im Süden, entsprechend den beiden antiken Orten (Κόμανα). Der Name gehört zu luwisch kummaya/i  Adj. ‘rein, heilig’

## Kult
Die religiösen Kulte von Kummanna hatten hurritisches Gepräge. Die hier verehrten Hauptgottheiten waren der Wettergott des Berges Manuziya, die Göttin Ḫebat und ihr Sohn Šarrumma sowie die Eidgöttin Išḫara.